# Nina Babel

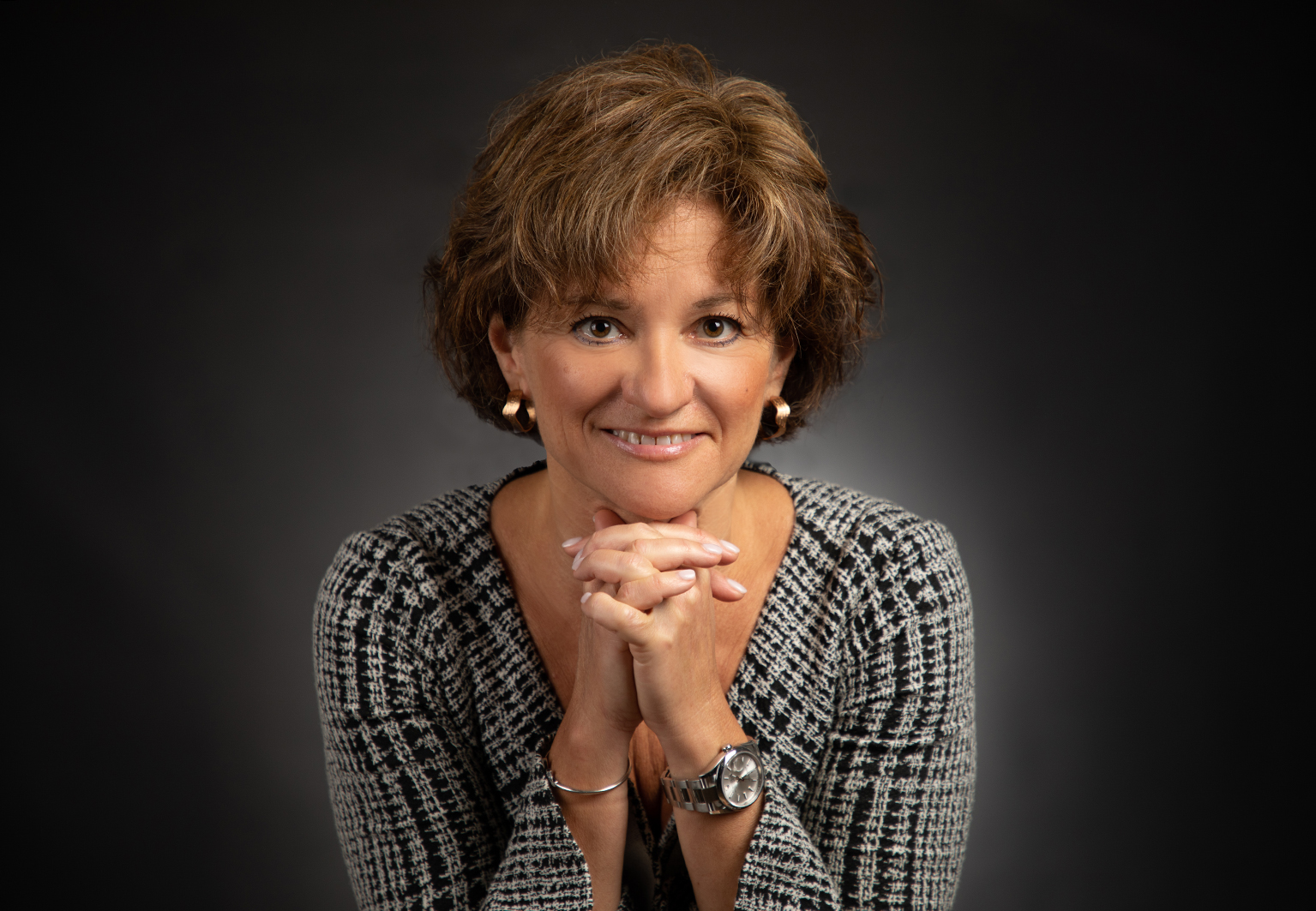
Nina Babel, 2023

Nina Babel (* 23. Juni 1971 in Odessa) ist eine deutsche Ärztin und Wissenschaftlerin. Als Professorin an der Ruhr-Universität Bochum und der Charité behandelt und forscht sie auf dem Gebiet der Immundefekte und Nierenerkrankungen.

## Leben
Babel studierte ab 1991 Medizin an der Charité, erhielt nach ihrem Abschluss ein Promotionsstipendium und schrieb ihre Doktorarbeit an der Charité, an der sie eine Arbeitsgruppe mit dem Forschungsschwerpunkt im Bereich der Immunologie leitet.
An der Ruhr-Universität Bochum leitet sie das Centrum für Translationale Medizin mit Schwerpunkt Immunologie und Transplantation im Marienhospital Herne.
Ihre klinische Ausbildung auf dem Gebiet der Inneren Medizin und Nephrologie sowie Immunologie absolvierte sie an der Charité und erlangte dort 2008 auch die venia legendi. Als Stipendiatin der Rahel-Hirsch-Habilitationsförderung führte sie ihre Habilitationsarbeiten überwiegend an der Charité sowie von 2006 bis 2007 als Fellow im Taussig Cancer Center, Cleveland Clinic (USA) durch.

## Forschung und Patientenversorgung
Der klinische und wissenschaftliche Schwerpunkt von Babel liegt in der Diagnostik und Therapie der durch eine gestörte Immunität hervorgerufenen Krankheiten, wie z. B. Virus-assoziierte Tumore, Autoimmunerkrankungen und Transplantatabstoßungen. Ihr Labor untersucht Mechanismen, die der Immunpathogenese von Viruserkrankungen zugrunde liegen, und entwickelt neue Parameter und Technologien zur Überwachung der individuellen Immunantwort und des Risikos einer Virusinfektion und virusassoziierter Komplikationen bei immungeschwächten Patienten.
Babel leitete mehrere Forschungsprojekte, die sich mit der Immunreaktion des Körpers auf SARS-CoV-2 beschäftigten. Beispielsweise fanden die Forscher heraus, dass Patienten mit einem schweren Verlauf von COVID-19 keine schwächere Immunantwort aufwiesen als diejenigen mit einem milden Verlauf der Krankheit. In einer weiteren Studie konnte beobachtet werden, dass die Entwicklung von Antikörpern nach der Impfung unter Immunsuppressiva geringer ist als ohne, während die zelluläre Immunantwort erhalten blieb. Demnach können Patienten trotz ihrer immunsuppressiven Therapie von der Impfung profitieren. Babel beschäftigt sich auch weiterhin mit den Themen Sars-CoV-2-Immunität und insbesondere Long COVID sowie ME/CFS.
Babel war Koordinatorin und leitende Wissenschaftlerin mehrerer DFG- und BMBF-Projekte. Sie hat einen h-Index von 51 und war an über 300 wissenschaftlichen Veröffentlichungen beteiligt. Sie ist Chief Editor für die Sektion Immunosuppression in der Zeitschrift Frontiers of Transplantation.

## Nachwuchsförderung
Babel engagiert sich für die Nachwuchsförderung. Nachdem sie von 2012 bis 2016 als Co-Sprecherin des Graduiertenkollegs des SFB 650 an der Charité tätig gewesen war, setzte sie ihre Tätigkeit an der Ruhr-Universität Bochum fort, wo sie das Graduierten-Kolleg RIMUR leitet. Darüber hinaus leitet sie das Clinician Scientist Programm der Ruhr-Universität Bochum, wofür sie im Sommer 2022 eine Förderung der DFG erhielt.